# Jón Pétursson
Jón Kristinn Pétursson (19. juli 1936 i Grundarfjörður, Island, Danmark-28. november 2003) var en islandsk atlet.
Jón Pétursson satte i 1960 islandske rekord i højdespring med 2,00 og blev dermed den første islænding at springe to meter. Han slog Skuli Gudmundssons rekord på 1,97. Samme år deltog han i OL i Rom hvor han blev nummer 24 i højdespring med 1,95.
Jón Pétursson var medlem af Knattspyrnufélag Reykjavíkur.

## Personlige rekorder
- Højdespring: 2,00 (1960)/1,97 inde (1959)
- Længdespring 6,80 (1960)
- Trespring: 14,63 (1960)
- Kuglestød: 15,98 (1968)/16,25 inde (1969)
- Diskoskast: 49,98 (1960)
- Hammerkast: 48,19 (1962)
- Længdespring uden tilløb-inde: 3,22 (1959)
- Trespring uden tilløb-inde: 10,08 (1960)